# IMessage
iMessage — це служба обміну миттєвими повідомленнями компанії Apple, запущена в 2011 році. iMessage функціонує виключно на платформах Apple, включаючи macOS, iOS, iPadOS і watchOS, як частина підходу Apple до інтеграції між пристроями, яку ЗМІ описують як засіб досягнення прив'язки до постачальника.
Основні функції iMessage, доступні на всіх підтримуваних платформах, включають надсилання текстових повідомлень, зображень, відео та аудіозаписів і документів; отримання статусів доставки та прочитання (маркер прочитання); і наскрізне шифрування, щоб лише відправник і одержувач могли прочитати повідомлення, і ніхто інший, включаючи саму Apple, не має до них доступу. Сервіс також дозволяє надсилати дані про місцезнаходження (поширення координат) та наліпки. На iOS і iPadOS сторонні розробники можуть доповнити можливості iMessage за допомогою спеціальних розширень, наприклад, швидкий обмін нещодавно відтвореними піснями.
Запущений на iOS у 2011 році iMessage з'явився на OS X у 2012 році. 23 жовтня 2012 року генеральний директор Apple Тім Кук оголосив, що користувачі пристроїв Apple надіслали 300 мільярдів повідомлень за допомогою iMessage і що Apple доставляє в середньому 28 000 повідомлень за секунду. У лютому 2016 року Едді Кью оголосив, що кількість повідомлень iMessage, які надсилаються за секунду, зросла до 200 000. У 2020 році Apple анонсувала повністю перероблену версію застосунку Повідомлення для macOS, яка додає деякі функції, які раніше були недоступні на Mac, зокрема обмін геоданими та ефекти повідомлень.

## Історія
Про iMessage анонсував Скотт Форстолл на доповіді WWDC 2011 6 червня 2011 року. Версія програми Messages для iOS із підтримкою iMessage була включена в оновлення iOS 5 12 жовтня 2011 року. 16 лютого 2012 року Apple оголосила, що нова програма Messages, яка замінить iChat, стане частиною OS X Mountain Lion. Mountain Lion було випущено 25 липня 2012 року.
У травні 2014 року проти Apple було подано позов стосовно проблеми, через яку, при переході користувача з пристрою Apple на пристрій стороннього виробництва, повідомлення, що доставляються йому через iMessage, не досягають місця призначення. У листопаді 2014 року Apple вирішила цю проблему, надавши інструкції та онлайн-інструмент для скасування реєстрації iMessage. Федеральний суд відхилив позов на користь Apple.
21 березня 2016 року група дослідників з Університету Джона Хопкінса опублікувала звіт, у якому вони продемонстрували, що зловмисник, який володіє зашифрованими текстами iMessage, може потенційно розшифрувати фотографії та відео, надіслані через цю службу. Дослідники опублікували свої висновки після того, як уразливість була виправлена Apple.
13 червня 2016 року Apple оголосила про додавання додатків до служби iMessage, доступної через застосунок Повідомлення. Програми можуть створювати та ділитися вмістом, додавати наклейки, здійснювати платежі та інші операції і можливості в листуваннях iMessage без необхідності переходу на окремі застосунки. Можна розробити автономні програми iMessage або розширення до існуючих програм iOS. Видавці також можуть створювати автономні програми для наклейок без написання коду. За даними компанії обробки даних Sensor Tower, яка надає «оптимізацію App Store» (ASO), станом на березень 2017 року iMessage App Store містив майже 5000 програм із підтримкою обміну повідомленнями.
Під час основної доповіді WWDC 2020 22 червня 2020 року Apple представила macOS Big Sur, наступну версію своєї операційної системи macOS, випуск якої був запланований на кінець 2020 року. Big Sur постачалася з переробленою версією Повідомлень із функціями, які раніше були доступні лише на пристроях iOS, такими як ефекти повідомлень, мемодзі, наклейки та обмін геоданими.
21 лютого 2024 року Apple оголосила, що збирається оновити протокол iMessage новим постквантовим криптографічним (PQC) протоколом під назвою «PQ3». Apple заявила, що, хоча квантових комп'ютерів ще не існує, вони хотіли зменшити ризики від майбутніх квантових комп'ютерів, а також так званих сценаріїв атак «Зберіть зараз, розшифруй пізніше». Apple заявила, що, на їхню думку, їхня реалізація PQ3 забезпечує захист, який «перевершує той, який є у всіх інших широко розгорнутих програмах обміну повідомленнями». Крім того, оскільки, згідно з Apple, не існує стандарту щодо властивостей безпеки для рівнів безпеки обміну повідомленнями, які б піддавалися легкому порівнянню, Apple вирішила створити власні визначення, що складаються з 4 рівнів від 0 до 3. У цьому масштабі Apple вважає, що її протокол PQ3 досягає того, що Apple називає «рівнем безпеки 3». Головною відмінністю PQ3 від інших протоколів PQC є те, що PQ3 використовує постійне введення ключів. Apple випустила PQ3 разом із публічним випуском iOS 17.4, iPadOS 17.4, macOS 14.4 і watchOS 10.4, заявивши, що «бесіди iMessage між пристроями, які підтримують PQ3, автоматично нарощуються до протоколу постквантового шифрування» і що PQ3 «повністю замінить існуючий протокол у всіх підтримуваних розмовах [у 2024 році]».

### Закон про цифрові ринки ЄС
У 2022 році iMessage був включений до списку потенційних «воротарських сервісів», які будуть регулюватися новим законодавством Європейського Союзу. Це вимагало, щоб iMessage був сумісний з іншими службами обміну повідомленнями, які або обслуговують певну кількість користувачів, або генерують значний дохід. У вересні 2023 року Financial Times повідомила на основі двох джерел, які мають безпосередні знання про це питання, що Apple оскаржила включення iMessage на тій підставі, що база користувачів iMessage в Європі була недостатньо великою, щоб виправдати позначення iMessage як послуги гейткіпера. У грудні 2023 року кілька ЗМІ повідомили, що апеляція була успішною. Bloomberg припустив, що це «попереднє» рішення було прийнято через те, що хоча база користувачів iMessage досить велика, щоб відповідати вимогам, послуга недостатньо популярна серед компаній, зокрема.
Це, за чутками, попереднє рішення було пізніше офіційно оформлено 13 лютого 2024 року, коли Європейська комісія оголосила про прийняття рішення, згідно якого iMessage разом із Bing, Edge і Microsoft Advertising не кваліфікується як гейткіпер. Європейська комісія не вдавалась у подробиці свого рішення, окрім того, що вона була результатом «ретельного аналізу всіх аргументів, беручи до уваги внесок відповідних зацікавлених сторін і після заслуховування Консультативного комітету з цифрових ринків». Незважаючи на відсутність деталей, наданих Європейською комісією щодо свого рішення, багато джерел припустили, що це рішення справді ґрунтується на тому, що iMessage не відповідає порогу, необхідному для класифікації як послуги гейткіпера, як повідомлялося минулого року.
Зрештою це означало, що Apple не потрібно було робити iMessage сумісним з іншими службами обміну повідомленнями, а також Apple не повинна була відповідати іншим правилам DMA, оскільки це стосується iMessage.

## Особливості
iMessage дозволяє користувачам надсилати тексти, документи, фотографії, відео, контактну інформацію та групові повідомлення через Інтернет іншим користувачам Apple. iMessage є альтернативою обміну SMS і MMS для більшості користувачів пристроїв з iOS 5 або пізніших версій. Параметр «Надіслати як SMS» у розділі «Повідомлення» призведе до того, що повідомлення буде надіслано через SMS, якщо відправник не має активного підключення до Інтернету. Якщо одержувач не має з'єднання з Інтернетом, повідомлення зберігатиметься на сервері, доки з'єднання не буде відновлено.
iMessage доступний лише через застосунок Повідомлення на iPhone, iPad або iPod Touch починаючи з iOS 5 або пізнішої версії та на комп'ютері Mac під керуванням OS X Mountain Lion або пізнішої версії. Власники цих пристроїв можуть зареєструвати одну або кілька адрес електронної пошти в Apple. Крім того, власники iPhone можуть зареєструвати свої телефонні номери в Apple, якщо їх оператор підтримується. Коли повідомлення надсилається на номер мобільного телефону, програма Messages перевірить у Apple, чи мобільний номер налаштовано для iMessage. Якщо це не так, повідомлення плавно перейде з iMessage на SMS.
У Повідомленнях надіслане повідомлення користувача вирівнюється праворуч, а відповіді інших людей — ліворуч. Користувач може бачити, чи інший користувач iMessage набирає повідомлення. Блідо-сіра крапка з'являється в текстовій підказці іншого користувача, коли починається відповідь. Також можна почати розмову на одному пристрої Apple і продовжити її на іншому. На iPhone зелені кнопки та текстові бульбашки вказують на спілкування за допомогою SMS; на всіх пристроях iOS сині кнопки та текстові бульбашки вказують на зв'язок iMessage.
Усі дії в iMessage зашифровані, їх можна відстежувати лише відправнику за допомогою квитанцій про доставку. Якщо одержувач увімкне сповіщення про прочитання, відправник зможе побачити, коли одержувач прочитає повідомлення. iMessage також дозволяє користувачам налаштовувати чати з більш ніж двома людьми — «груповий чат».
Із запуском iOS 10 користувачі можуть надсилати повідомлення, що супроводжуються низкою ефектів «бульбашки» або «екрана». Якщо з силою утримувати кнопку надсилання, користувачу відкривається діапазон ефектів для вибору.
Із запуском iOS 14 і macOS 11 Big Sur користувачі отримали безліч функцій, зокрема можливість закріплювати окремі розмови, згадувати інших користувачів, встановлювати зображення для групових розмов і надсилати вбудовані відповіді. Крім того, більше функцій застосунку Повідомлення для iOS і iPadOS було перенесено в застосунок для macOS.
Із запуском iOS 15.2 Apple додала автоматичне розмивання фотографій, що містять відвертий вміст і надсилаються неповнолітнім користувачам. Ця функція базується на скануванні фотографій на пристрої та може бути налаштована опціонально для сповіщення батьків неповнолітнього користувача про отримання відвертого матеріалу. Ця функція спочатку була запущена лише для США, а потім поширилася на Великобританію, Канаду, Австралію та Нову Зеландію. Ця функція залишається регіонально обмеженою для решти світу.
Із запуском iOS 16 Apple додала користувачам можливість редагувати та скасовувати надіслані повідомлення iMessages. Користувачі можуть скасувати надсилання повідомлення iMessage протягом 2 хвилин після його надсилання та редагувати його протягом 15 хвилин. Користувачі також мають можливість відновлювати видалені повідомлення протягом 30 днів.

## Технології
Протокол iMessage базується на службі Apple Push Notification (APN) — власному двійковому протоколі. Він встановлює підключення Keep-Alive із серверами Apple. Кожне з'єднання має свій власний унікальний код, який діє як ідентифікатор маршруту, який слід використовувати для надсилання повідомлення на певний пристрій. З'єднання зашифровано за допомогою TLS через сертифікат на стороні клієнта, який запитується пристроєм під час активації iMessage.
Відкриті ключі кожного одержувача повідомлення витягуються з Apple Identity Service (IDS), «каталогу відкритих ключів Apple iMessage, адрес служби Apple Push Notification (APN), а також номерів телефонів і адрес електронної пошти, які використовуються для пошуку ключів і адрес пристроїв». Кожне повідомлення окремо шифрується для кожного пристрою одержувача в розмові. Вкладені повідомлення шифруються та завантажуються в iCloud, щоб одержувач міг їх отримати окремо. Повідомлення зберігаються на серверах Apple до 30 днів.

## Платформи
iMessage офіційно доступний лише в операційних системах Apple, таких як iOS, iPadOS, macOS і watchOS. На відміну від деяких інших кросплатформових програм обміну повідомленнями, він не підтримує Android або Microsoft Windows і не має веб-інтерфейсу для онлайн-доступу з Інтернету.
3 травня 2016 року розробник програми Ерік Чі оголосив про незалежний проект із відкритим вихідним кодом під назвою «PieMessage», який складається з коду для OS X, і спілкується з iMessage та підключається до клієнта Android, дозволяючи клієнту Android надсилати і отримувати повідомлення iMessage.
5 грудня 2023 року для Android було випущено незалежний додаток під назвою Beeper Mini, який використовував зворотне проектування протоколу iMessage. Він швидко потрапив до п'ятірки найкращих безкоштовних комунікаційних програм у Google Play і став найшвидше зростаючим платним додатком для Android в історії, набравши понад 100 000 завантажень за перші 48 годин. Через кілька днів після запуску Apple ненадовго припинила роботу, невдовзі після чого знову відновила роботу. Емі Клобучар і Майк Лі, які очолюють антимонопольний комітет Сенату, написали листа до Міністерства юстиції, висловивши стурбованість тим, що Apple не допускає конкуренції. Розробники Beeper Mini знову відновили роботу сервісу, проте незабаром він знову був закритий Apple. Зрештою, творці Beeper Mini відмовилися від обходу спроб Apple закрити службу, тож вони припинили спроби реконструювати iMessage.

## Сприйняття
12 листопада 2012 року Chetan Sharma, технологічна та стратегічна консалтингова фірма, опублікувала звіт про ринок мобільних даних США за третій квартал 2012 року, відзначаючи падіння текстових повідомлень у Сполучених Штатах, і припустила, що падіння можна пояснити використанням американцями альтернативних безкоштовних служб обміну повідомленнями, як iMessage.
У 2017 році Google оголосив, що буде конкурувати з iMessage за допомогою власної влаштованої служби обміну повідомленнями Android Messages.

### Безпека та конфіденційність
4 листопада 2014 року Electronic Frontier Foundation (EFF) включила iMessage до своєї «Secure Messaging Scorecard», поставивши йому 5 із 7 балів. Сервіс отримував бали за те, що комунікації були зашифровані під час передачі, до того ж зашифровані ключами, до яких постачальник не має доступу (наскрізне шифрування), за захист попередніх комунікацій у разі викрадення ключів (пряма секретність), за наявність своїх проектів безпеки, що добре задокументовані та нещодавно пройшли незалежний аудит безпеки. Сервіс втратив бали, тому що користувачі не можуть перевіряти особи контактів і тому, що вихідний код не відкритий для незалежного перегляду. У вересні 2015 року Метью Грін зазначив, що оскільки iMessage не відображає ключові відбитки для позасмугової перевірки, користувачі не можуть перевірити, чи не відбулася типова атака «людина посередині». У дописі також зазначено, що iMessage використовує обмін ключами RSA. Це означає, що, на відміну від того, що стверджує система показників EFF, iMessage не підтримує пряму секретність.
7 серпня 2019 року дослідники з Project Zero представили 6 експлойтів «без взаємодії» в iMessage, за допомогою яких можна отримати контроль над пристроєм користувача. Ці шість експлойтів було виправлено в iOS 12.4, випущеній 22 липня 2019 року, однак є ще деякі нерозголошені експлойти, які будуть виправлені в майбутньому оновленні. Викриття Project Pegasus у липні 2021 року виявили, що програмне забезпечення використовувало експлойти iMessage.
У 2021 році документ ФБР, отриманий некомерційною організацією Property of the People, Inc. 501(c)(3), через запит Закону про свободу інформації, показує, що WhatsApp та iMessage вразливі для пошуків правоохоронними органами в режимі реального часу. Reuters також повідомило, що Apple планувала шифрувати резервні копії даних iMessage в iCloud, але відмовилася від цих планів після скарги ФБР.
Ерік Мігіковскі, засновник стороннього клієнта iMessage Beeper Mini, розкритикував Apple за те, що вона блокує доступ до iMessage на телефонах Android. Мігіковський заявляв, що з боку Apple лицемірно стверджувати, що iMessage є приватним і безпечним, і водночас дозволяти лише SMS-повідомлення під час спілкування з користувачами на пристроях не Apple (таких як Android), навіть якщо існують альтернативи. Apple натякнула, що програми сторонніх розробників, такі як Beeper Mini, є менш безпечними, оскільки «техніки створюють значні ризики для безпеки та конфіденційності користувачів, включаючи потенційну можливість розкриття метаданих і створення небажаних повідомлень, спаму та фішингових атак». Усі чотири загрози безпеці та конфіденційності, запропоновані у заяві Apple, також стосуються SMS, які iMessage використовує як резервний варіант під час спілкування з користувачами, які не користуються iMessage. Apple довго опиралася запровадженню iMessage на пристроях, які не належать Apple, а генеральний директор Тім Кук раніше пропонував рішення «купи мамі iPhone», коли його запитували на Code Conference про кращий спосіб обміну повідомленнями з родиною, яка використовує Android. Сенатор від штату Массачусетс Елізабет Воррен прокоментувала конфлікт між Beeper Mini та Apple, написавши у Twitter: «Тексти із зеленими бульбашками менш безпечні. Тож чому Apple блокує нову програму, яка дозволяє користувачам Android спілкуватися з користувачами iPhone у iMessage? Керівники Big Tech захищають прибутки, пригнічуючи конкурентів. Спілкування між різними платформами повинно бути легким і безпечним».

### Настрої користувачів проти SMS/MMS
Згідно з опитуванням Piper Sandler, проведеним восени 2023 року, 87 % підлітків в Америці мають iPhone. Були висунуті заяви, що використання в додатку різних кольорів для повідомлень, які використовують протокол iMessage, а не резервний SMS сприяло соціальній ізоляції серед деяких підлітків.
16 листопада 2023 року Apple оголосила про підтримку Rich Communication Services (RCS) для iOS з наступного року, яка буде працювати резервним варіантом, коли iMessage недоступний, а інший користувач також використовує RCS, пізніше підтвердивши, що повідомлення RCS залишаться зеленими. Після появи цієї новини Google повідомили, що працюватимуть разом з Apple над впровадженням RCS на iOS та iMessage.